# Afton Williamson
Afton Williamson est une actrice américaine, née le 7 septembre 1984  à Toledo (Ohio).
Elle est principalement connue pour les rôles de l'officier de police Talia Bishop dans la série The Rookie : Le Flic de Los Angeles et du procureur adjoint Alison Medding dans la série Banshee.

## Biographie

### Jeunesse
Williamson obtient un bachelor en beaux-arts de l'université de l'Est du Michigan et une maîtrise en beaux-arts du Alabama Shakespeare Festival.

### Carrière
Afton Williamson commence sa carrière en tant que doublure de Kerry Washington, avant de lui succéder dans le rôle de Susan, dans la pièce de théâtre Race jouée en 2010 à Broadway.
Par la suite, elle a fait ses débuts à la télévision en apparaissant dans un épisode de la série télévisée The Good Wife. Elle joue ensuite dans les séries télévisées New York, unité spéciale, Blue Bloods et Elementary. Elle obtient également des rôles récurrents dans d'autres séries, comme le rôle d'Autumn dans la série dramatique A Gifted Man de 2011 à 2012 et le rôle de Makena dans la première saison de la série télévisée Nashville.
Au cinéma, elle a fait ses débuts dans le drame Pariah en 2011.
De 2014 à 2015, elle obtient un rôle régulier dans la série originale Banshee.
En 2016, elle obtient un rôle principal dans la série dramatique The Breaks (en),. La même année, elle joue le rôle de l'officier Wiggins dans la mini-série The Night Of diffusée sur HBO.

### Rôle et accusations dans la sérieThe Rookie: Le Flic de Los Angeles
En 2018, elle est choisie pour jouer le rôle de Talia Bishop dans la série The Rookie : Le Flic de Los Angeles diffusée sur le réseau ABC,.
En 2019, elle quitte la série en invoquant des allégations de discrimination raciale, de harcèlement sexuel et d'agression. Le magazine TVLine rapporte qu'Afton Williamson ne reviendrait pas pour la deuxième saison, le journal annonçait qu'il s'agissait d'un départ à l'amiable.
Cependant, Afton Williamson, dans un long post sur Instagram, déclare qu'elle a quitté la série parce qu'elle avait « été victime de discrimination raciale / de commentaires racistes inappropriés de la part du département coiffure ». Le chef du département coiffure est identifié comme étant Sallie Ciganovich.
Elle affirme également qu'elle a été victime de harcèlement sexuel de la part de l'acteur Demetrius Grosse (en), qui incarne le personnage récurrent de Kevin Wolfe, ainsi que d'un incident d'intimidation qui a dégénéré en agression sexuelle lors d'une fête.
Afton Williamson affirme également qu'elle est allée plusieurs fois voir les show runners de la série pour les informer de ces allégations, mais qu'elle a été ignorée.
Toutes les personnes impliquées dans les allégations les ont niées. Une enquête a été lancée par le cabinet d'avocats Mitchell Sillerberg et Knupp ainsi qu'un cabinet tiers, EXTTI, qui a mené près de 400 heures d'entretien et examiné des vidéos et d'autres preuves. Les résultats de l'enquête sont publiés le 17 septembre 2019, qui concluent que les allégations faites par Afton Williamson n'ont aucun fondement et ne peuvent être prouvées.
Elle maintient cependant ses affirmations, qualifiant les résultats de l'enquête de "déchirants" et insinue que les producteurs ont menti pour dissimuler la vérité sur ce qui s'était passé.

## Filmographie

### Film
| An   | Titre                   | Rôle             | Réalisateur        | Remarques     |
| ---- | ----------------------- | ---------------- | ------------------ | ------------- |
| 2011 | Pariah                  | Mika             | Dee Rees           |               |
| 2012 | Dos au mur              | Janice Ackermann | Asger Leth         |               |
| 2012 | 23 ans d'absence        | Cassandra        | Vondie Curtis-Hall | Film télévisé |
| 2018 | Write when you get work | Valamy Véga      | Stacy Cochran      |               |
| 2019 | Nos vies après eux      | Julia            | Cindy Chupack      |               |
| 2020 | Still here              | Tiffany Watson   | Vlad Fier          |               |

### Télévision
| An        | Titre                               | Rôle                  | Remarques                                             |
| --------- | ----------------------------------- | --------------------- | ----------------------------------------------------- |
| 2010      | Da Brick                            | Rachel                | Pilote                                                |
| 2010      | The Good Wife                       | Yarissa Morgan        | Épisode: "Mauvaises filles"                           |
| 2011      | New York, unité spéciale            | Isabelle Wright       | Épisode: "Réparations"                                |
| 2011      | Homeland                            | Hélène Walker         | 3 épisodes (crédité comme Afton C. Williamson)        |
| 2011-2012 | A Gifted Man                        | Autumn                | 9 épisodes                                            |
| 2012      | Blue Bloods                         | Officier Pérez        | Épisode: "Pas de questions posées"                    |
| 2012      | Royal Pains                         | Petite bruyère        | Épisode: "Affaires et plaisir"                        |
| 2012      | Nashville                           | Makena                | 3 épisodes                                            |
| 2013-2015 | Following                           | Haley Mercury / Kate  | 2 épisodes                                            |
| 2014-2015 | Banshee                             | Alison Medding        | 8 épisodes                                            |
| 2015      | Elementary                          | Shauna Scott          | Episode: "La meilleure sortie est toujours à travers" |
| 2015-2016 | Blindspot                           | Kara Sloane           | 2 épisodes                                            |
| 2016      | The Night Of                        | Officier Wiggins      | 5 épisode                                             |
| 2017      | The Breaks                          | Nikki                 |                                                       |
| 2018      | Shades of Blue                      | Katie Myers           | 7 épisodes                                            |
| 2018      | Bull                                | ADA Gabrielle Ramsden | Épisode: "Témoin à charge"                            |
| 2018      | Blacklist                           | Lulu                  | Épisode: "L'apothicaire"                              |
| 2018-2019 | The Rookie : Le Flic de Los Angeles | Talia Bishop          | Rôle principal (saison 1)                             |

## Voix francophones
En France, Alice Taurand est la voix régulière d'Afton Williamson depuis 2010, Fily Keita l'ayant également doublée dans les 9 épisodes de la série Banshee auxquels Afton Williamson a participé.

### Liste des voix francophones d'Afton Williamson

#### En France
- Alice Taurand dans :
  - Instinct (série télévisée - 1 épisode)
  - The Rookie : le flic de Los Angeles (série télévisée - 20 épisodes)
  - Blindspot (série télévisée - 2 épisodes)
  - The Following (série télévisée - 1 épisode)
  - Blacklist (série télévisée - 1 épisode)
  - Elementary (série télévisée - 1 épisode)
  - A Gifted Man (série télévisée - 9 épisodes)
  - Blue Bloods (série télévisée - 1 épisode)
- Fily Keita dans Banshee (série télévisée - 9 épisodes)
- Marie-Christine Robert dans :
  - Homeland (série télévisée - 3 épisodes)
  - Royal pains (série télévisée - 1 épisode)
- Ethel Houbiers dans :
  - Bull (série télévisée - 1 épisode)
  - The Night Manager : L'Espion aux deux visages (série télévisée - 3 épisodes)

et aussi
- Céline Ronté dans Shades of Blue (série télévisée - 1 épisode)
- Mbembo dans 23 ans d'absence (film)
- Amélia Ewu dans Nos vies après eux (film)
- Agnès Cirasse dans The Good Wife (série télévisée - 1 épisode)